# Оловари
Оловари (словац. Olováry — село, громада в окрузі Вельки Кртіш, Банськобистрицький край, центральна Словаччина, історичний регіон Новоград. Кадастрова площа громади — 18,62 км². Населення — 292 особи (за оцінкою на 31 грудня 2017 року).

## Історія
Перша згадка 1245 року.

## Населення
| Рік:            | 1994. | 2004.   | 2014.   | 2024.    |
| --------------- | ----- | ------- | ------- | -------- |
| Кількість осіб: | 331   | 330     | 302     | 257      |
| Різниця:        |       | -0,30 % | -8,48 % | -14,90 % |

| Рік:            | 2023. | 2024.   |
| --------------- | ----- | ------- |
| Кількість осіб: | 259   | 257     |
| Різниця:        |       | -0,77 % |